# Phare de l'île de los Negritos
Le phare de l'île de los Negritos (en espagnol : Faro de Isla de los Negritos) est un phare actif situé sur la petite île de los Negritos dans la province de Puntarenas au Costa Rica. Il est géré par l'Autorité portuaire de Puntarenas.

## Histoire
Cette île se trouve à 16 km au d de la ville de Puntarenas, dans le golfe de Nicoya. L'île est classée en réserve naturelle du nom de Negritos Islands Biological Reserve (en). Elle se situe à l'entrée du golfe de Nicoya pour marquer la dangerosité des récifs s'étendant sur la rive sud-ouest du golfe.
Le phare actuel, mis en service en 2011, a remplacé l'ancienne station de signalisation maritime. il est situé à l'extrémité orientale de l'île.

## Description
Ce phare est une tour métallique pyramidale à claire-voie, avec une galerie et une balise de 12 m de haut. La pour est peinte en bandes horizontales rouges et blanches. Il émet, à une hauteur focale d'environ 48 m, quatre éclats blancs par période de 20 secondes. Sa portée n'est pas connue.
Identifiant : ARLHS : COS-005 - Amirauté : G3344 - NGA : 111-15452 .

### Lien connexe
- Liste des phares du Costa Rica